# Bacanius sculptisternus
Bacanius sculptisternus är en skalbaggsart som beskrevs av Miłosz A. Mazur 1989. Bacanius sculptisternus ingår i släktet Bacanius och familjen stumpbaggar. Inga underarter finns listade i Catalogue of Life.